# Костров Давид Олегович
 Давид Олегович Костров — солдат Збройних Сил України, учасник російсько-української війни, що загинув у ході російського вторгнення в Україну в 2022 році. Восени 2022 року на честь Давида Кострова було перейменовано вулицю в рідному Кременчуці, яка до перейменування носила ім'я Мічуріна.

## Життєпис
Народився 21 листопада 2003 року в місті Кременчуці на Полтавщині. 
У червні 2021 року закінчив Кременчуцький ліцей № 4 «Кремінь». 
На початку 2022 року був призваний на військову службу до Збройних Сил України. З початком російського вторгнення в Україну перебував на передовій. 
25 березня 2022 року загинув у результаті ворожого авіаційного удару поблизу села Червона Долина у Миколаївській області. Уламок від авіабомби пробив його серце. 
Прощання із загиблим воїном відбулося 28 березня 2022 року в Палаці культури м. Кременчука. Разом з Давидом Костровим в останню путь провели також старшого лейтенанта Євгенія Кондрашова, який загинув 24 березня 2022 року під час оборони м. Харкова. Поховали Давида Кострова та Євгенія Кондрашова на Алеї Героїв Свіштовського кладовища в м. Кременчуці.

## Нагороди
- Орден «За мужність» III ступеня (2022, посмертно) — за особисту мужність і самовіддані дії, виявлені у захисті державного суверенітету та територіальної цілісності України, вірність військовій присязі [5].

## Вшанування пам'яті
На честь Давида Кострова названо вулицю в Кременчуці, у мікрорайоні Третій Занасип.￼